# Uyo
Uyo   este un oraș  situat în  partea de sud-est a Nigeriei. Este reședința  statului  Akwa Ibom. La recensământul din 1991 avea o populație de 58.369 locuitori.